# Thính thuyết
Thính thuyết (tiếng Trung: 聽說, tạm dịch: Nghe và Nói; tựa tiếng Anh: Hear Me) là một bộ phim hài lãng mạn của Đài Loan năm 2009 do nữ đạo diễn người Đài Loan Trịnh Phân Phân viết kịch bản và trực tiếp đạo diễn. Phim có sự tham gia của Bành Vu Yến, Trần Ý Hàm và Trần Nghiên Hy. Bộ phim đáng chú ý vì sử dụng thủ ngữ trong phần lớn thời lượng phim.
Bộ phim được quay tại Đài Bắc, Đài Loan và công chiếu vào ngày 28 tháng 8 năm 2009, dành riêng cho Thế vận hội dành cho người khiếm thính được tổ chức tại Đài Bắc cùng năm.

## Tóm tắt nội dung
Thiên Khoát (Bành Vu Yến) là một chàng trai vui tính ngoài đôi mươi, sống cùng bố mẹ, làm công việc giao hàng cho một tiệm ăn nhỏ của gia đình. Một trong những khách hàng thường xuyên của tiệm gia đình anh là một đội tuyển bơi lội gồm những vận động viên khiếm thính. Vì vậy anh thường giao hàng ở một bể bơi địa phương, nơi các vận động viên khiếm thính đang tập luyện tại đó. Một ngày nọ, anh chú ý đến một cô gái trẻ có tên là Ương Ương (Trần Ý Hàm), thường đi theo đội để cổ vũ cho chị gái mình là Tiểu Bằng (Trần Nghiên Hy), một vận động viên bơi lội khiếm thính có triển vọng sẽ được tham dự Thế vận hội dành cho người khiếm thính sắp tới. Thiên Khoát ngay lập tức say mê Ương Ương, và vì nghĩ rằng cô là một người khiếm thính, anh đã cố gắng sử dụng thủ ngữ để kết bạn với cô gái, hy vọng điều đó sẽ dẫn đến điều gì đó lớn lao hơn.
Thời gian trôi qua, tình bạn của Thiên Khoát và Ương Ương ngày càng phát triển. Ương Ương tiết lộ cha cô là một nhà truyền giáo ở Châu Phi, để lại cô và em gái tự lập ở Đài Loan. Để chu cấp cho gia đình và cho phép em gái tập trung vào việc bơi lội, Ương Ương phải bương chải làm nhiều công việc khác nhau, bao gồm cả công việc bán thời gian là nghệ sĩ biểu diễn đường phố. Một đêm nọ, Thiên Khoát mời Ương Ương đi ăn tối và cô quyết định sẽ đãi anh để cảm ơn những phần cơm trước đây mà anh đã miễn phí cho cô. Tuy nhiên, đến lúc phải thanh toán, khi thấy Ương Ương lấy ra rất nhiều tiền lẻ, Thiên Khoát vì không muốn làm mất thời gian chờ đợi, đã nhanh chóng trả tiền. Ương Ương rất bực tức, cô thể hiện rằng Thiên Khoát làm như thế là đã xem thường mình, rồi bỏ đi.
Cũng vào đêm đó, Tiểu Bằng ngủ một mình ở nhà. Vì không thể nghe thấy tiếng báo động khi có xảy ra hỏa hoạn ở căn hộ trên lầu, nên cô đã bất tỉnh và bị thương. May mắn cô vẫn được phát hiện kịp thời và được đưa đến bệnh viện. Khi biết tin, Ương Ương vội vàng đến bệnh viện để chăm sóc em gái. Tại đây, cô được biết em gái mình có những chấn thương nghiêm trọng, có thể khiến cô không thể tham gia Thế vận hội dành cho người khiếm thính. Trong khi Thiên Khoát cố gắng một cách vô vọng để làm hòa với Ương Ương, Tiểu Bằng phải vật lộn để theo kịp đồng đội và lấy lại phong độ. Sau khi được thông báo rằng cô có thể không đủ điều kiện để tham gia Thế vận hội dành cho người khiếm thính, Tiểu Bằng vô cùng đau khổ và chỉ trích Ương Ương vì đã đặt ước mơ bơi lội của mình lên trên bản thân. Đêm hôm đó, Ương Ương liên lạc với Thiên Khoát qua MSN và hỏi liệu một người khiếm thính có thể ở cùng với một người bình thường không.
Ương Ương sau đó đã đến tiệm ăn của gia đình Thiên Khoát trong lúc anh đi giao hàng để trả toàn bộ số tiền cơm hộp mà anh đã mang đến cho cô. Nhận ra người con gái mà con trai mình đeo đuổi là một người tốt, cha mẹ của Thiên Khoát khuyến khích anh theo đuổi Ương Ương. Họ cũng bày tỏ sự chấp nhận tình trạng khiếm thính của cô, thậm chí còn sẵn sàng học ngôn ngữ ký hiệu để có thể giao tiếp với con dâu tương lai. Thiên Khoát vội vàng đi tìm Ương Ương và tìm thấy cô ở hồ bơi. Trong lúc cô đang quay lưng lại, Thiên Khoát tập thú nhận thành tiếng, khiến Ương Ương phát hiện ra trái ngược với suy đoán của cô, Thiên Khoát hoàn toàn có thể nghe nói bình thường.
Mượn lý do giới thiệu cho Ương Ương công việc tại tiệm ăn gia đình, Thiên Khoát mời cô đến gặp bố mẹ anh. Khi gặp họ, Ương Ương tiết lộ rằng cô ấy cũng có khả năng nghe nói và cả hai đã hiểu lầm nhau suốt thời gian qua. Họ thú nhận tình cảm của mình với nhau và bắt đầu mối quan hệ. Tiểu Bằng rút khỏi cuộc thi bơi lội, quyết định tìm việc làm và tập luyện thêm cho đến khi cô lấy lại phong độ trước khi tiếp tục thi đấu. Trong khi Ương Ương còn do dự, Thiên Quốc khuyến khích cô ủng hộ quyết định sống tự lập hơn của em gái mình.
Bốn năm sau, Thiên Khoát và Ương Ương xuất hiện trên khán đài để cổ vũ cho Tiểu Bằng khi cô tham gia Thế vận hội dành cho người khiếm thính năm 2013.

## Diễn viên
- Bành Vu Yến trong vai Thiên Khoát
- Trần Ý Hàm trong vai Ương Ương
- Trần Nghiên Hy trong vai Tiểu Bằng
- La Bắc An trong vai cha của Thiên Khoát
- Lâm Mỹ Tú trong vai mẹ của Thiên Khoát

## Sản xuất

### Phát triển
Năm 2007, đạo diễn Trịnh Phân Phân lấy cảm hứng từ một tiểu thuyết cô đã đọc, đã viết một kịch bản kể về câu chuyện một người bình thường yêu một người khiếm thính.

## Các phiên bản
Phiên bản remake của Hàn Quốc cũng có tựa Thính thuyết (청설, Cheongseol), nhưng có tựa đề tiếng Anh là Hear Me: Our Summer (tựa Việt là Yêu em không cần lời nói), được phát hành tại Hàn Quốc vào ngày 6 tháng 11 năm 2024. 